# Głaz Grońskiego

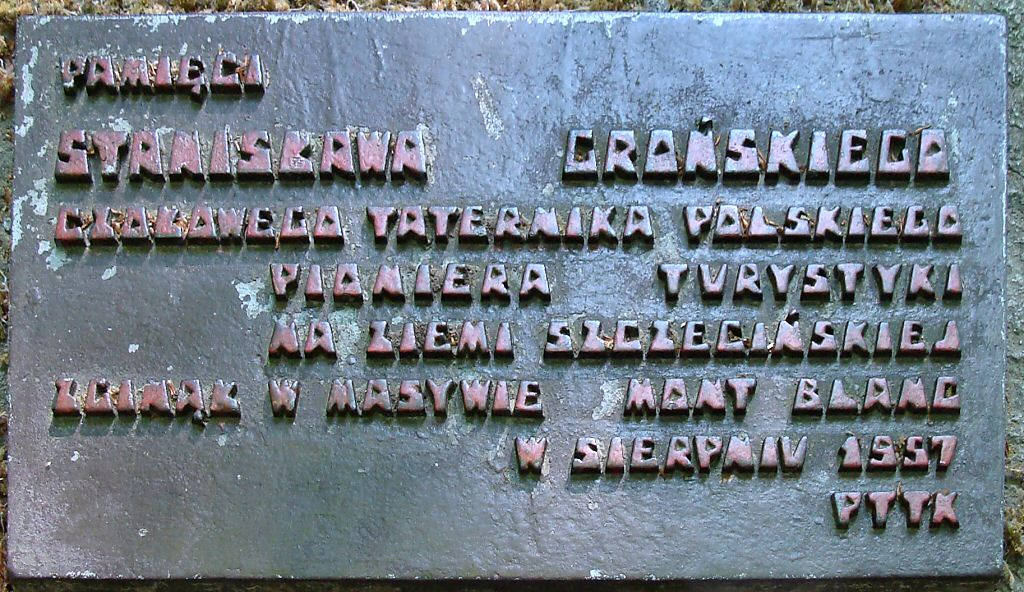
Tablica na Głazie Grońskiego w Puszczy Bukowej

Głaz Grońskiego (Kamień Stanisława Grońskiego) – pomnik przyrody, w województwie zachodniopomorskim, w powiecie gryfińskim, w gminie Stare Czarnowo, na obszarze Szczecińskiego Parku Krajobrazowego „Puszcza Bukowa”. Zalega na niewielkim wywyższeniu terenu, po południowej stronie Drogi Grońskiego, 0,7 km na południe od schroniska szkolnego w Szczecinie (Osiedle Bukowe, ul. Seledynowa), oraz 0,8 km na zachód od Dębów Bolesława Krzywoustego.
Głaz narzutowy, gnejs szaroróżowy, średnioziarnisty, blok odspojony z widocznym otworem do założenia ładunku wybuchowego. Obwód głazu 12,3 m, wysokość ponad powierzchnię ziemi 1,4 m.
Głaz do 1957 zwany był Kamieniem Świętochowskiego lub Bolkowym Głazem (Kamieniem), na cześć Bolesława Krzywoustego. 23 sierpnia 1959 PTTK umieściło na głazie marmurową płytę pamiątkową poświęconą Stanisławowi Grońskiemu, w 1976 zmieniono ją na metalową, z napisem: Pamięci Stanisława Grońskiego, czołowego taternika polskiego, Pioniera turystyki Ziemi Szczecińskiej. Zginął w masywie Mont Blanc w sierpniu 1957 roku
W pobliżu węzeł znakowanych szlaków turystycznych:
- Szlak im. Stanisława Grońskiego
- Szlak Górski na Bukowiec